# Euphorbia davisii
Euphorbia davisii är en törelväxtart som beskrevs av Mohammed L.S. Khan. Euphorbia davisii ingår i släktet törlar, och familjen törelväxter. Inga underarter finns listade i Catalogue of Life.